# Al-Mansur Muhammad
Al-Mansur Muhammad, död 1398, var en egyptisk monark. Han var regerande sultan i Mamluksultanatet Egypten mellan 1361 och 1363.